# Christoph Ignaz von Guarient
baron Christoph Ignaz von Guarient był austriackim dyplomatą żyjącym na przełomie XVII i XVIII wieku.
W latach 1698–1699 był posłem Austrii w Moskwie. W 1706 został posłem nadzwyczajnym (envoyé extraordinaire) w Konstantynopolu.